# Calliopsis phaceliae
Calliopsis phaceliae är en biart som först beskrevs av Timberlake 1952.  Calliopsis phaceliae ingår i släktet Calliopsis och familjen grävbin. Inga underarter finns listade.